# Chi Gấu
Chi Gấu, danh pháp khoa học Ursus, là một chi động vật có vú trong họ Ursidae, bộ Ăn thịt. Chi này được Linnaeus miêu tả năm 1758. Loài điển hình của chi này là Ursus arctos Linnaeus, 1758.

## Các loài
Chi này gồm các loài và phân loài:
- Ursus americanus - Gấu đen Bắc Mỹ
  - Ursus americanus cinnamomum - Gấu nâu vàng
  - Ursus americanus kermodei - Gấu Kermode
  - Ursus americanus floridanus - Gấu đen Florida
- Ursus arctos - Gấu nâu
  - Ursus arctos arctos - Gấu nâu Á Âu
  - Ursus arctos collaris - Gấu nâu Đông Sibir
  - Ursus arctos beringianus - Gấu nâu Kamchatka
  - Ursus arctos crowtheri - Gấu Atlas (tuyệt chủng)
  - Ursus arctos gobiensis - Gấu Gobi
  - Ursus arctos horribilis - Gấu xám Bắc Mỹ
  - Ursus arctos isabellinus - Gấu nâu Himalaya
  - Ursus arctos middendorffi - Gấu Kodiak
  - Ursus arctos nelsoni - Gấu xám Mexico (tuyệt chủng?)
  - Ursus arctos pruinosus - Gấu xanh Tây Tạng
  - Ursus arctos syriacus - Gấu nâu Syria
  - Ursus arctos lasiotus - Gấu nâu Ussuri
- Ursus deningeri - Gấu Deninger (tuyệt chủng)
- Ursus etruscus - Gấu Etrusca (tuyệt chủng)
- Ursus maritimus - Gấu trắng Bắc Cực (trước đây là Thalarctos maritimus)
  - Ursus maritimus maritimus (phân loài bị tranh cãi)
  - Ursus maritimus marinus (phân loài bị tranh cãi)
  - Ursus maritimus tyrannus (tuyệt chủng)
- Ursus minimus (tuyệt chủng)
- Ursus spelaeus - Gấu hang động (tuyệt chủng)
- Ursus thibetanus - Gấu ngựa (hay Selenarctos thibetanus)
  - Ursus thibetanus formosanus - Gấu đen Đài Loan
  - Ursus thibetanus gedrosianus - Gấu Baluchistan hay gấu đen Pakistan
  - Ursus thibetanus japonicus
  - Ursus thibetanus laniger
  - Ursus thibetanus mupinensis
  - Ursus thibetanus thibetanus
  - Ursus thibetanus ussuricus[4]

## Hình ảnh

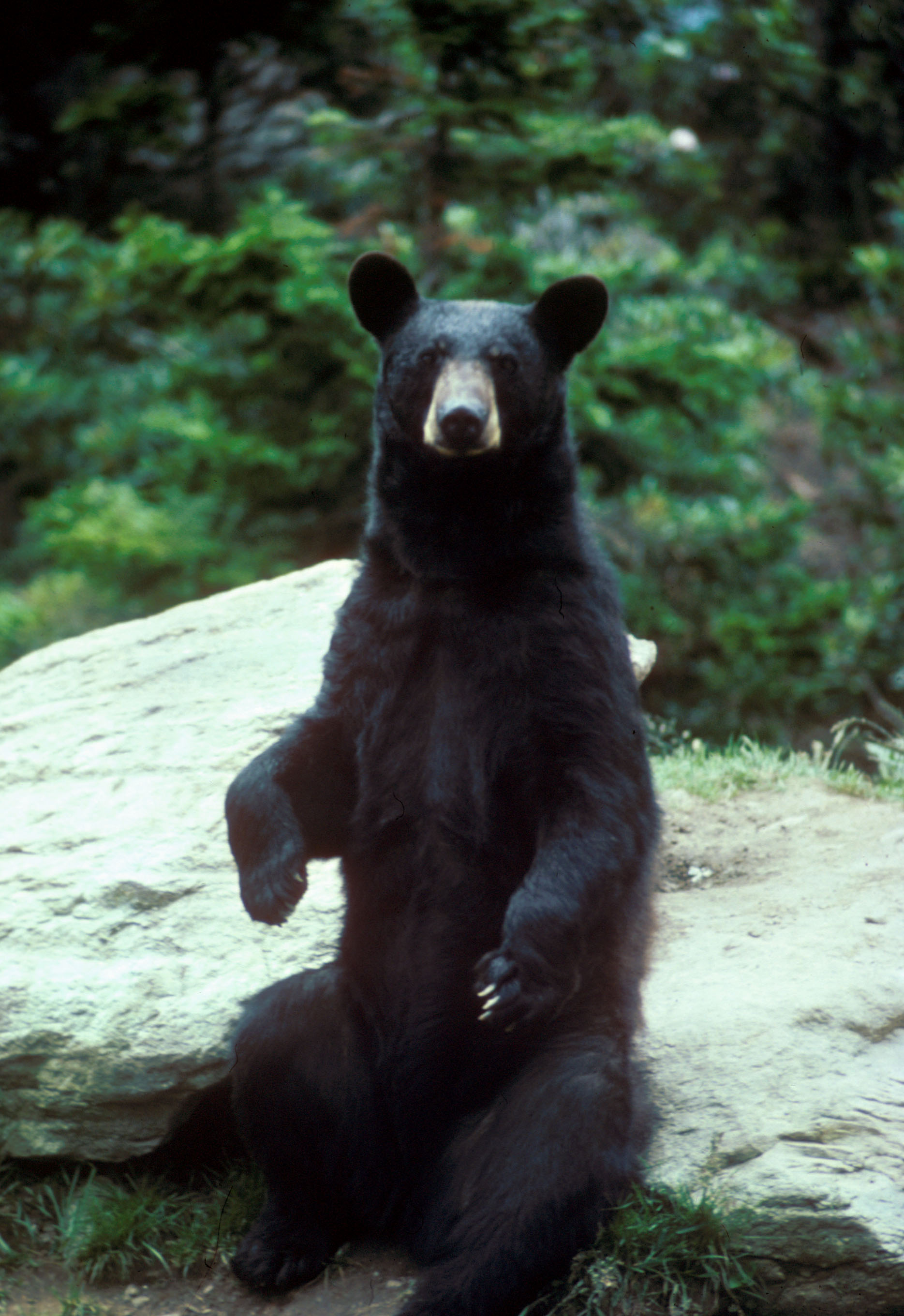
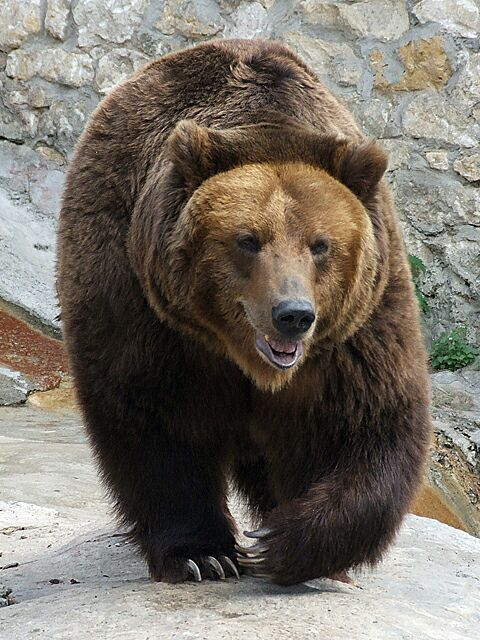
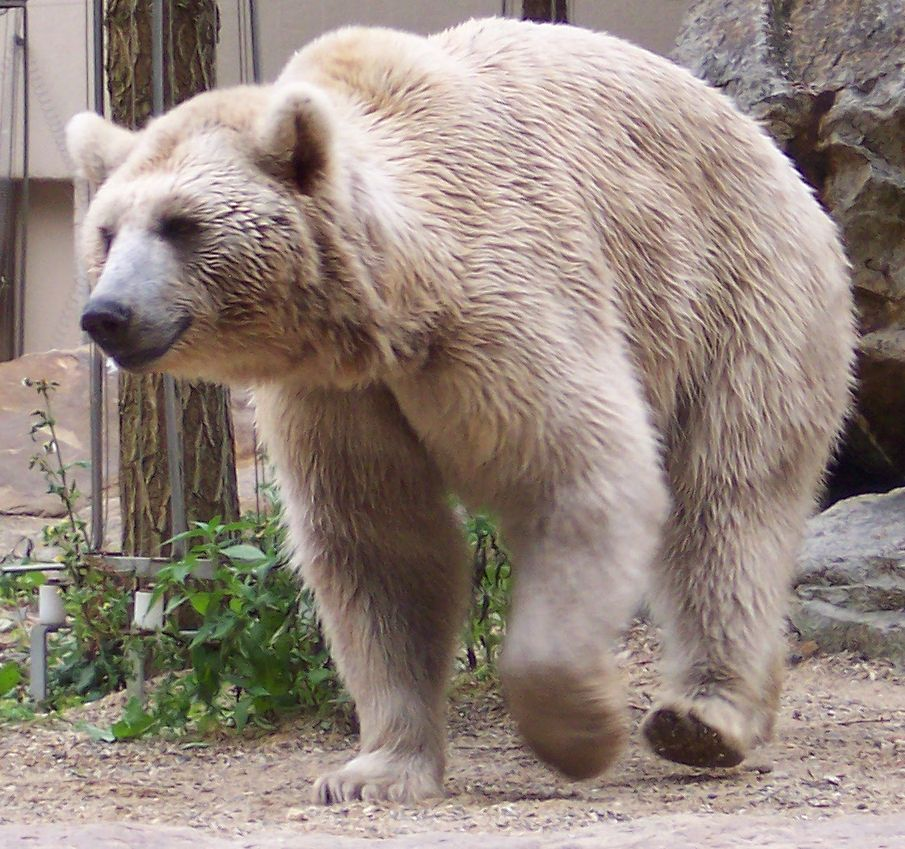
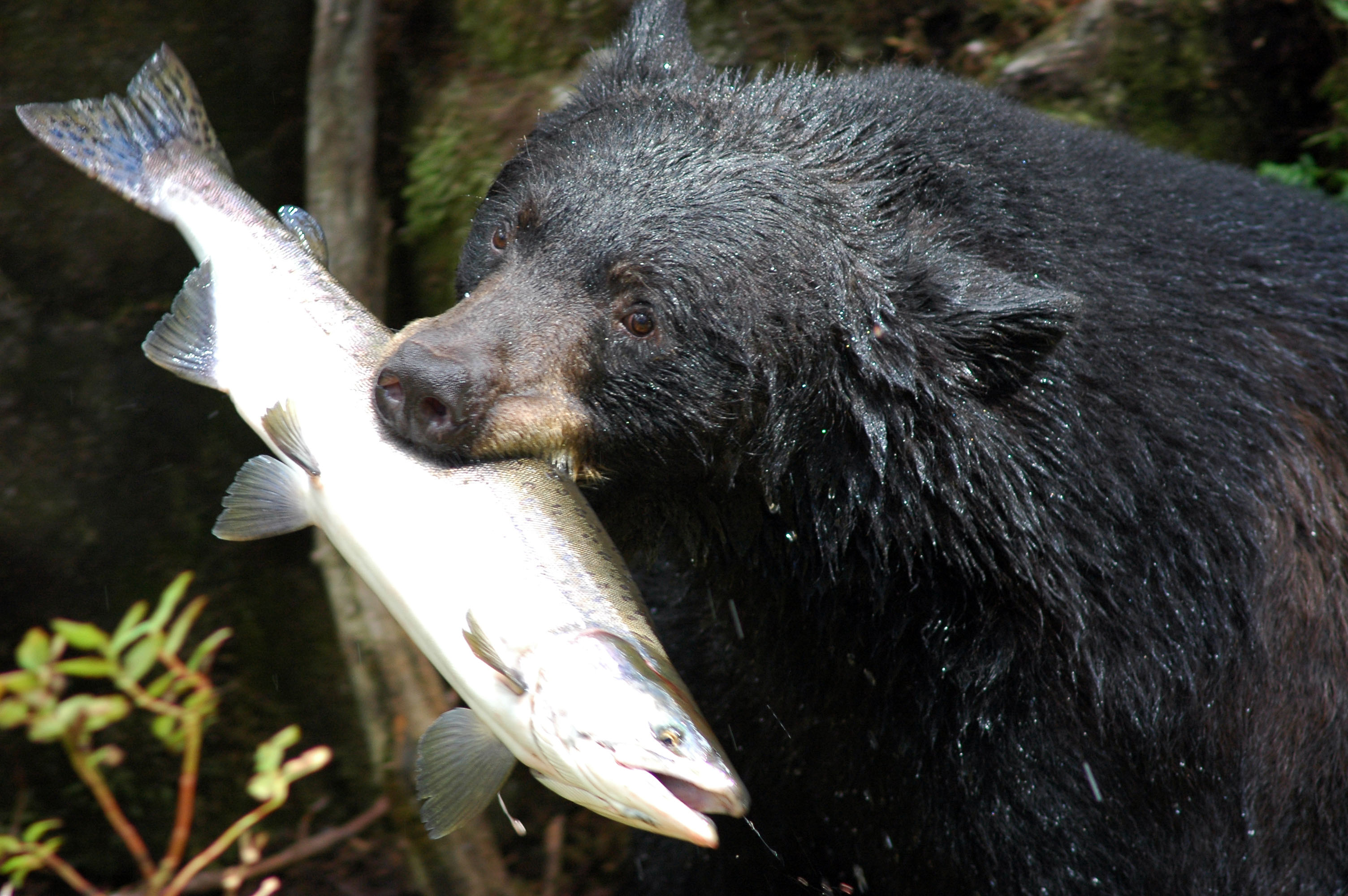